# Tuczki
Tuczki (niem. Tautschken) – wieś w Polsce położona w województwie warmińsko-mazurskim, w powiecie działdowskim, w gminie Rybno.
W latach 1975–1998 miejscowość administracyjnie należała do województwa ciechanowskiego.
We wsi znajduje się młyn z XIX w. oraz rozległy folwark, w jego skład wchodzi dwór z początku XIX w. złożony z dwóch równoległych skrzydeł połączonych niskim łącznikiem.